# Synagoge (Hořice v Podkrkonoší)
Koordinaten: 50° 22′ 13,5″ N, 15° 38′ 0,2″ O

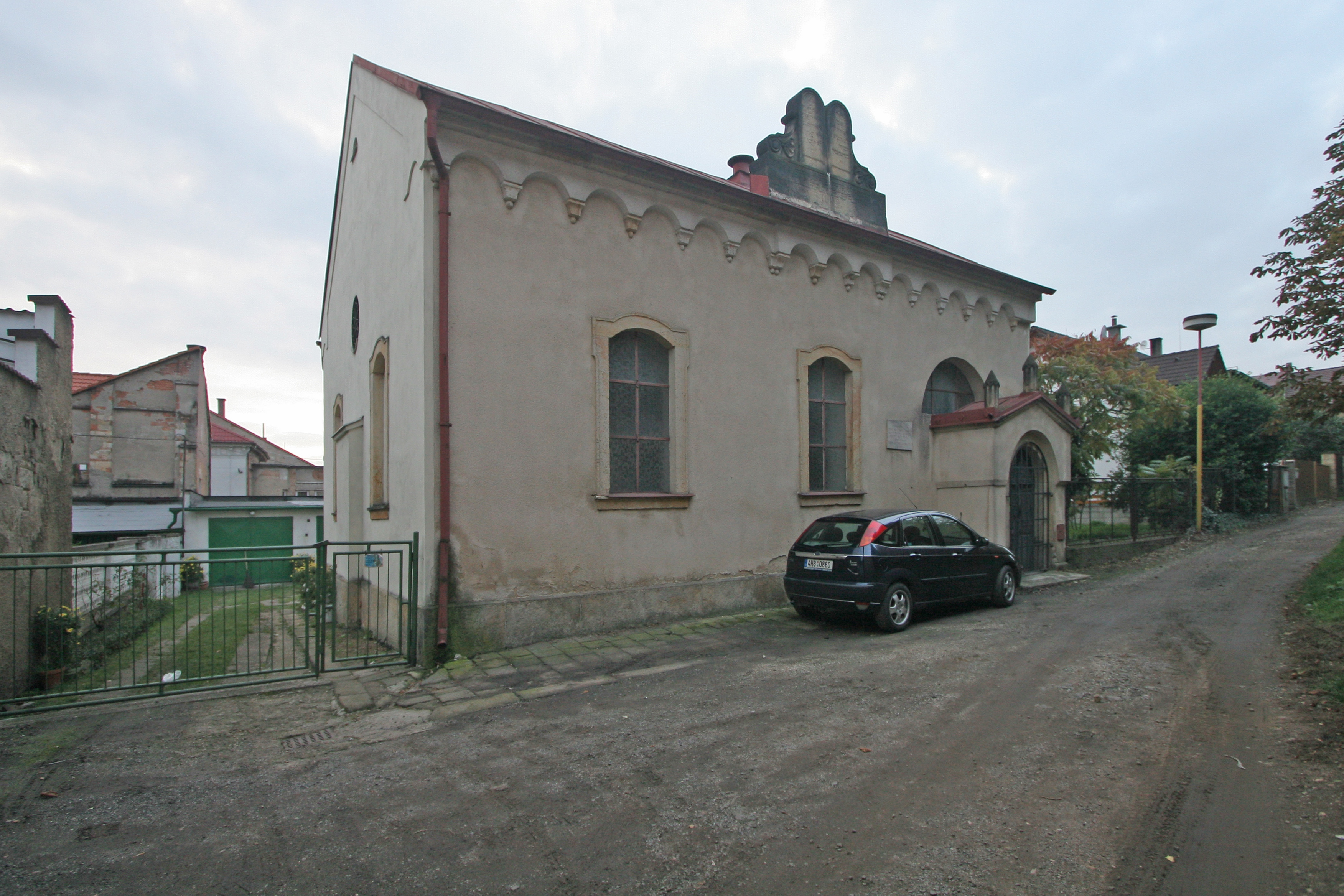
Synagoge in Hořice v Podkrkonoší

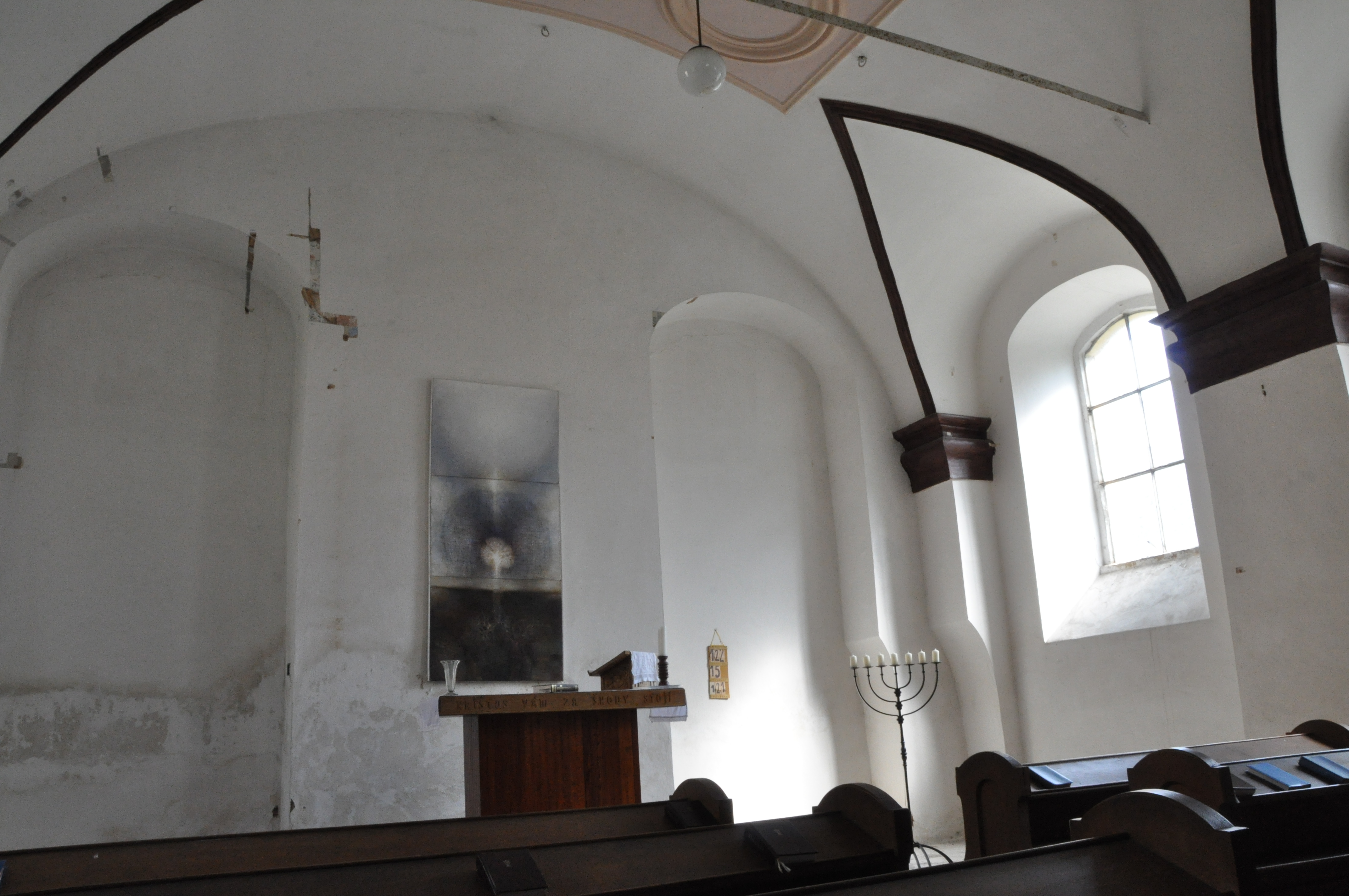
Innenansicht

Die Synagoge in Hořice v Podkrkonoší (deutsch Horschitz), einer tschechischen Stadt im Okres Jičín, wurde 1767 errichtet und etwa ein Jahrhundert später umgebaut und erweitert. Die barocke Synagoge ist seit 1993 ein geschütztes Kulturdenkmal.
Das Synagogengebäude dient seit Mitte der 1950er Jahre der Hussitischen Kirche als Gotteshaus.